# 1999 en fantasy
| Années de la fantasy : 1996 - 1997 - 1998 - 1999 - 2000 - 2001 - 2002    |
| Décennies de la fantasy : 1960 - 1970 - 1980 - 1990 - 2000 - 2010 - 2020 |

L'année 1999 a été marquée, en matière de fantasy, par les événements suivants.

## Romans - Recueils de nouvelles ou anthologies - Nouvelles
- Invasions 99, anthologie de dix-neuf nouvelles réunies par Gilles Dumay.
- 23 mars : publication de la traduction en français d'Harry Potter et la Chambre des secrets
- 8 juillet : publication de la version originale en anglais britannique d'Harry Potter et le Prisonnier d'Azkaban
- 19 octobre : publication de la traduction en français d'Harry Potter et le Prisonnier d'Azkaban

## Revues ou magazines
- 21 septembre : début de la prépublication de Naruto dans le magazine japonais de manga Weekly Shōnen Jump.